# Paarse knoopzwam
De paarse knoopzwam (Ascocoryne sarcoides) is een schimmel die behoort tot de familie Gelatinodiscaceae. Hij leeft als saprofyt op dood loof- en naaldhout.

## Kenmerken
Het vruchtvlees is aan de buitenkant violetroze en het heeft een diameter van 0,5 tot 2 cm. Aan de binnenkant is de kleur vleeskleurig roze. Vaak worden de vruchtlichamen aangetroffen in imperfecte (aseksuele) stadium, waarbij ze knopvormig, kussenvormig of hersenvormig zijn. In het perfecte (seksuele) stadium ontwikkelt het vruchtlichaam zich tot in de vorm van een tol of schijf. De vruchtlichamen zijn bijna steelloos. In het perfecte stadium zijn de ascosporen 12–16 × 3–5 µm en in het imperfecte stadium 3–3,5 × 1–2 µm.
Hij lijkt sterk op de grootsporige paarseknoopzwam (Ascocoryne cylichnium) en is alleen met een microscoop met zekerheid hiervan te onderscheiden. De sporen van de grootsporige paarseknoopzwam zijn veel groter, namelijk 20–24 × 5,5–6 µm.

## Verspreiding
De paarse knoopzwam is wijdverspreid en komt algemeen voor in Noord-Amerika, Europa en Azië (Rusland, China, Japan). Hij kan ook aangetroffen worden in Oceanië (Australië, Nieuw-Zeeland) en Zuid-Amerika. In Nederland komt de soort zeer algemeen voor. De vruchtlichamen zijn aanwezig van augustus tot en met december.

## Foto's

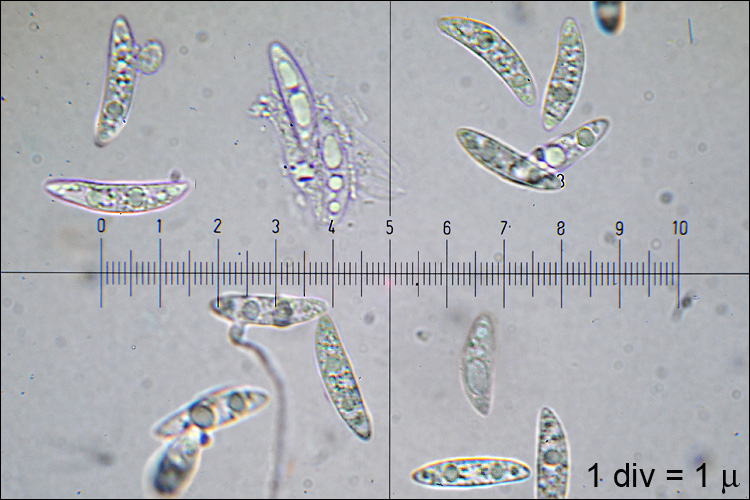
Sporen
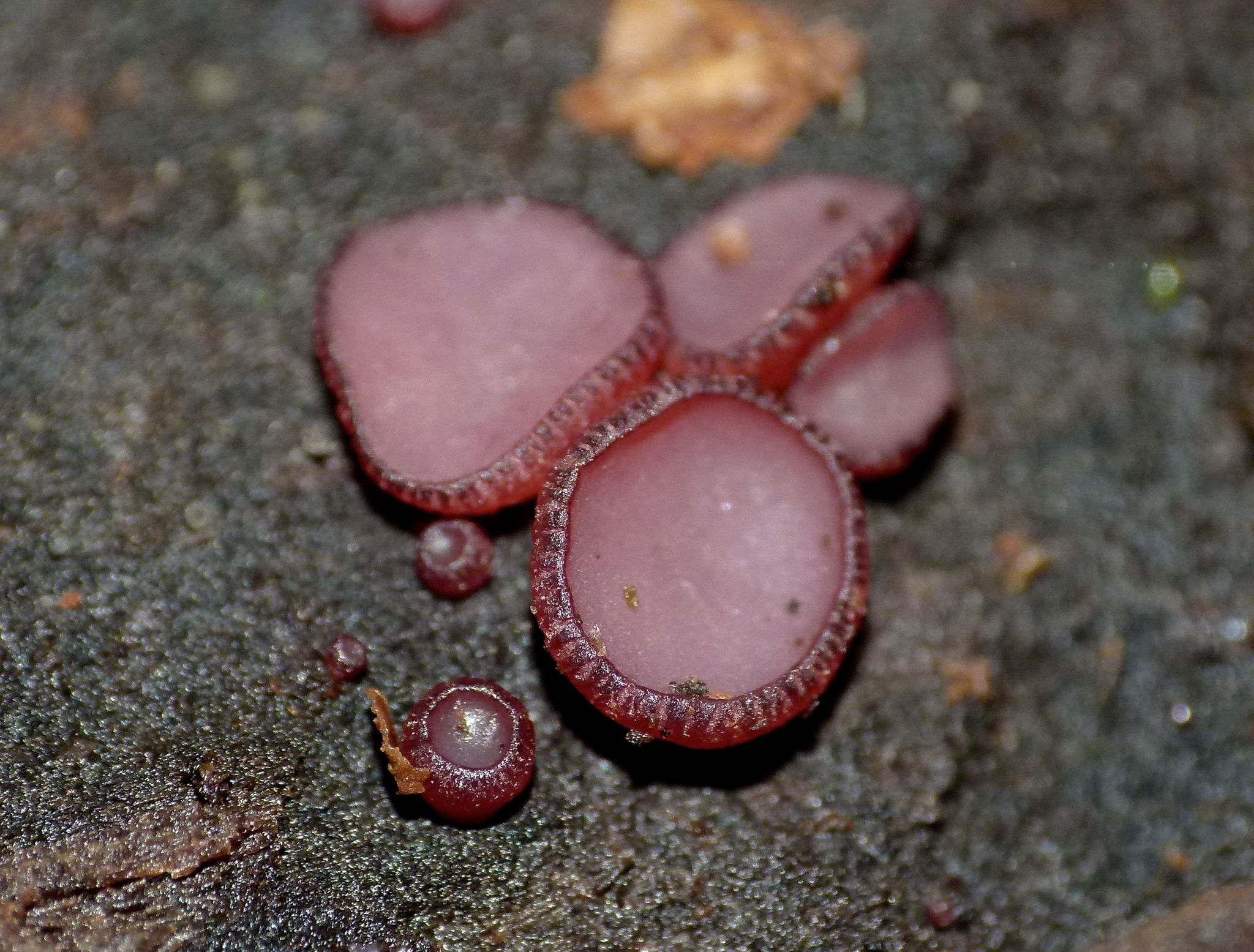
Schijfvormig (perfecte stadium)
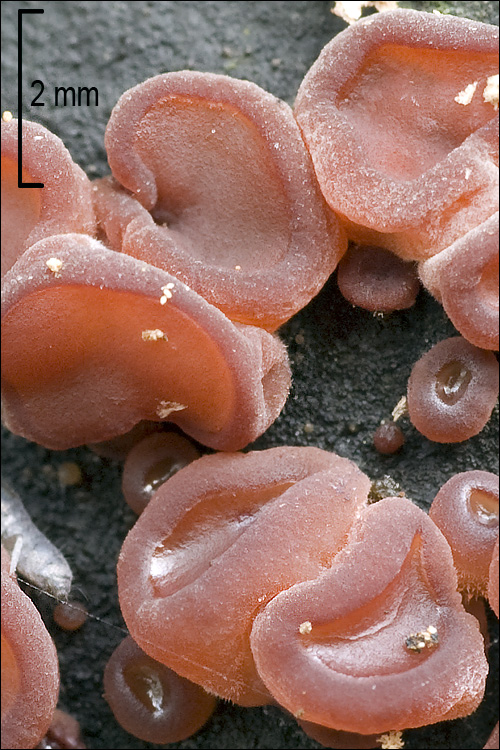
Close-up